# Gare de Montluçon-Ville
Gare de Montluçon-Ville vasútállomás Franciaországban, Montluçon településen.

## Vasútvonalak
Az állomást az alábbi vasútvonalak érintik:
- Montluçon-Saint-Sulpice-Laurière-vasútvonal
- Bourges-Miécaze-vasútvonal
- Ligne de Montluçon à Gouttières
- Montluçon-Moulins-vasútvonal

## Kapcsolódó állomások
A vasútállomáshoz az alábbi állomások vannak a legközelebb:
- Gare de Montluçon-Rimard
- Gare de La Ville-Gozet (Gare de Bourges, Bourges-Miécaze-vasútvonal)
- Gare d’Huriel